# Partit Socialista Escocès
El Partit Socialista Escocès (escocès: Scots Socialist Pairty, gaèlic escocès: Pàrthaid Sòisealach na h’Alba) és un partit d'extrema esquerra d'Escòcia fundat el 1998. Demana una plataforma econòmica socialista i la independència d'Escòcia,. Els seus portaveus són Colin Fox i Sandra Webster. Després de les eleccions al Parlament escocès de 2003 va aconseguir 6 diputats i dos consellers locals, però a les eleccions de 2007 va perdre representació i manté un conseller local. Ha destacat per fer campanyes a favor del transport públic gratuït, alimentació gratuïta a les escoles, contra l'impost municipal i contra la guerra de l'Irak.
El partit es va formar a partir de l'Aliança Socialista Escocesa creada per a les eleccions britàniques de 1997, i degut als resultats acceptables decidiren organitzar-se en partit de cara a les eleccions al Parlament escocès de 1999, donant suport al candidad Tommy Sheridan, escollit per Glasgow.
El 1998 es constituí en partit i se li uní la secció escocesa del Socialist Workers Party, la Unió Nacional de Treballadors de Transports per Ferrocarril i Mar (RMT), així com alguns membres de les ales esquerranes del SNP i dels laboristes. A les eleccions de 2003 augmentà la seva representació a 6 membres, però l'11 de desembre de 2004 Tommy Sheridan dimití per motius personals i fou substituït per Colin Fox. El 29 d'agost de 2006 abandonà el PSE i creà el nou moviment Solidarity. Això provocà una pèrdua de vots que en les eleccions de 2007 es traduïren en la pèrdua de tots els diputats i només un conseller (Jim Bollan per West Dumbartonshire). Nogensmenys, a les eleccions parcials de 2008 a Glasgow Est i Glenrothes semblava haver recuperat part dels vots perduts.
El Partit Socialista Escocès va ser un dels tres partits dins la plataforma pluripartidària que defensà el Sí al referèndum sobre la independència d'Escòcia el 2014. Posteriorment, tot i mantenir la seva pròpia estructura, s'ha afegit a la coalició electoral RISE.

## Política
Dona suport actiu a la independència escocesa, i per això l'octubre de 2004 va fer la Declaració de Carlton Hill, reclamant per a Escòcia una república basada en llibertat, igualtat, solidaritat i diversitat També reclama la reforma del sistema impositiu municipal, així com l'exempció d'impostos als malalts crònics i als estudiants. També advoquen per una educació sexual responsable, la reforma de la llei sobre drogues, la gratuïtat del transport públic amb l'objectiu de reduir les emissions de CO2 En la tradició del Partit Republicà dels Treballadors Escocès de John MacLean. Ha organitzat tres plataformes: 
- Xarxa Comunista Republicana, 1999, amb el diari Emancipació i Alliberament
- Plataforma d'Unitat dels Treballadors, 1999 per donar suport al partit
- Tendència Solidaritat, 2006 que dona suport l'Aliança per la Llibertat dels Treballadors.

Alhora, forma part del Comitè per a la Internacional Obrera (CIO), secció britànica però separada per tensions dels caps, Catriona Grant i Alan McCombes amb líders anglesos. Han format part de: 
- Moviment Socialista Internacional (1999-2006), del que en fou membre fundador, però el 2001 trencà amb el CIO i el 2006 el diari Frontline esdevingué un diari marxista independent.
- Socialistes Internacionals (2001-2006), formada pels anteriors fins que el partit l'abandonà.
- Moviment Republicà Socialista Escocès (1999-2006), plataforma a favor de la independència d'Escòcia,
- Seguidors escocesos del Socialist Workers Party (2003-2006) es van unir al PSE en una Plataforma Socialista Escocesa, però el 2006 deixaren el partit per unir-se a Solidarity.
- United Left (2006-2007), dissolta el 2007

## Resultats electorals

### Parlament escocés
| Any  | Vots      | %         | Escons  | +/− | Pos. |
| ---- | --------- | --------- | ------- | --- | ---- |
| 1999 | 46,635    | 2.0       | 1 / 129 | Nou | 6è   |
| 2003 | 128,026   | 6.7       | 6 / 129 | 5   | 6è   |
| 2007 | 12,731    | 0.6       | 0 / 129 | 6   | 13è  |
| 2011 | 8,272     | 0.4       | 0 / 129 | =   | 12è  |
| 2016 | Dins RISE | Dins RISE | 0 / 129 | =   | 9è   |